# Byron Mitchell
Pour les articles homonymes, voir Mitchell.
Byron Mitchell est un boxeur américain né le 31 octobre 1973 à Orlando, Floride.

## Carrière
Vainqueur des Golden Gloves dans la catégorie poids moyens en 1996, il passe professionnel la même année et devient champion du monde des super-moyens WBA le 12 juin 1999 en battant par arrêt de l'arbitre à la 11e reprise Frankie Liles. Détrôné l'année suivante par Bruno Girard, Mitchell redevient champion WBA le 3 mars 2001 en stoppant au 11e round Manny Siaca. Il gagne également le combat revanche mais s'incline face à l'allemand Sven Ottke lors du combat de réunification des ceintures WBA et IBF le 15 mars 2003.

## Référence
1. ↑  (en) Sven Ottke vs. Byron Mitchell (boxrec.com)